# Aladyn (serial telewizyjny)
Aladyn (hindi Aladdin - Jaanbaaz Ek Jalwe Anek, 2007–2009) – indyjski serial telewizyjny Zee TV, który swoją światową premierę miał 16 listopada 2007 roku, natomiast w Polsce odbyła się ona 4 czerwca 2011 roku na kanale TVS. Serial na podstawie historii o Aladynie ze zbioru Księga tysiąca i jednej nocy.

## Opis fabuły
15-letni chłopiec Aladyn (Mandar Jhadav) to sierota, torturowany przez ciotkę i wujka. Wraz z księżniczką Jasmine (Nazea Hasan), córką sułtana Zarniabada wyrusza w podróż do jaskini cudów aby odnaleźć magiczną lampę.

## Obsada
- Mandar Jhadav jako Aladyn
- Nazea Hasan jako Jasmine
- Puneetchandra Sharrma jako Sultan
- Praveen Hingonia jako Junaid
- Ranvijay Razdan jako Jafar
- Arjun Dutt jako Ginnie
- Khushbu jako Noori
- Namrata Prasad jako Naaz